# Alena Veselá
Alena Veselá (provdaná Štěpánková, 7. července 1923 Brno – 11. května 2025) byla česká varhanice a hudební pedagožka, dcera chemika Vítězslava Veselého.

## Kariéra
V roce 1951 vystudovala hru na varhany na Hudební fakultě Janáčkovy akademie múzických umění (JAMU) v Brně. Od roku 1952 působila téměř padesát let na brněnské JAMU (zde byla v letech 1986–1990 vedoucí katedry klávesových nástrojů a v letech 1990–1997 rektorkou) – k jejím nejvýznamnějším žákům patří Věra Heřmanová, Kamila Klugarová, Petr Kolař, Zdeněk Nováček a David Postránecký. Pomohla oživit činnost brněnského Spolku přátel hudby při Filharmonii Brno. Byla předsedkyní Spolku pro výstavbu koncertní síně v Brně a podílela se na organizaci Mezinárodního hudebního festivalu Brno. Významně se zasloužila o dokončení rekonstrukce Besedního domu v Brně.
Koncertovala v Československu i v zahraničí, včetně USA. Podařilo se jí v evropských archivech objevit varhanní skladby starých českých skladatelů.
Zemřela 11. května 2025.

## Ocenění
Získala mnohá ocenění, např. zlaté medaile Masarykovy univerzity a JAMU, dvě Ceny města Brna (1979 a 2001), Cenu Českého hudebního fondu za propagaci soudobé české hudby v zahraničí (1980) a Cenu Jihomoravského kraje (2011). K jejím devadesátinám jí brněnský biskup Vojtěch Cikrle udělil v květnu 2013 medaili sv. Cyrila a Metoděje. Ve středu 28. října 2020 byla oceněna medailí Za zásluhy za zásluhy v umění i výchově prezidentem Milošem Zemanem.